# بني يخلف (تليليت)
بني يخلف هي إحدى مشيخات المملكة المغربية، تتبع جغرافيا لإقليم الدريوش وإداريًا لتليليت. يقدر عدد سكانها بـ 23049 نسمة حسب الإحصاء الرسمي للسكان والسكنى لسنة 2004.